# Compsocryptus jamiesoni
Compsocryptus jamiesoni är en stekelart som beskrevs av Nolfo 1982. Compsocryptus jamiesoni ingår i släktet Compsocryptus och familjen brokparasitsteklar. Inga underarter finns listade i Catalogue of Life.